# Гіочел
Гіочел (рум. Ghiocel) — село у повіті Прахова в Румунії. Входить до складу комуни Поденій-Ной.
Село розташоване на відстані 73 км на північ від Бухареста, 20 км на північний схід від Плоєшті, 75 км на південний схід від Брашова.

## Населення
За даними перепису населення 2002 року у селі проживали 276 осіб, усі — румуни. Усі жителі села рідною мовою назвали румунську.